# 帕利塞德 (科罗拉多州)
帕利塞德（英語：Palisade），是美国科罗拉多州梅萨县下属的一座城市。建市于1904年4月4日，面积大约为1.142平方英里（2.958平方公里）。根据2010年美国人口普查，该市有人口2,692人。2011年估计该市有人口2,698人，相比2010年人口增长率为0.22%。同时，论人口该市是科罗拉多州第95大城市。